# Friedensdividende
Das politische Schlagwort Friedensdividende bezeichnet zum einen die Entlastung des Staatshaushaltes durch Senkung der Rüstungs- und Verteidigungsausgaben im Zuge von Abrüstungsvereinbarungen nach Ende des Kalten Krieges, zum anderen den möglichen gesellschaftlichen Wohlstandsgewinn, der durch anderweitige Verwendung dieser Gelder entstehen konnte bzw. kann.

## Friedensdividende in Deutschland nach der Wende

Verteidigungsetat (West-)Deutschlands von 1950 bis 2003 sowie die reale Veränderung in Prozent

In den 1970er Jahren betrug die Personalstärke der Armee der DDR, der NVA, 170.000 Mann und die der Bundeswehr 495.000 Mann. Gemäß dem Personalstrukturmodell PSM 2010 wurde die Bundeswehr im wiedervereinigten Deutschland bis zum Jahr 2010 auf eine Personalstärke von 250.000 Mann in Friedenszeiten reduziert. Entsprechend sanken die Ausgaben des Verteidigungsministeriums am gesamten Staatshaushalt von 20 % im damaligen Westdeutschland auf 10 % heute.
Real sanken die Militärausgaben in Deutschland nach der Wende zehn Jahre lang jedes Jahr (siehe Grafik). Auch absolut sank der Verteidigungsetat seit dem Ende des Kalten Krieges verglichen mit der Situation vor dem Ukrainekrieg und der 2022 von Bundeskanzler Olaf Scholz proklamierten Zeitenwende, die den Beginn einer neuen Aufrüstungsphase markiert und die Epoche der Friedensdividende beendete.
Im Zuge der Stilllegung militärisch genutzter Flächen waren aufgrund von Munitionsresten, Minen oder chemischer Kontamination teilweise aufwendige Sanierungen notwendig, die Kosten verursachten. Auf der anderen Seite fielen dabei auch zivil nutzbare Infrastrukturen an, etwa ehemalige NATO-Flugplätze wie der Flughafen Hahn im Hunsrück oder der Flughafen Weeze an der Grenze zu den Niederlanden, desgleichen ziviler Wohnraum oder Gewerbeflächen in früheren Wohnhäusern und sonstigen baulichen Anlagen im Bereich früherer Kasernen. Truppenübungsplätze sind auch Lebensraum für seltene Tiere und Pflanzen und werden teilweise gerade wegen ihrer Unbenutzbarkeit als wertvolle natürliche Rückzugsräume im Sinne eines „involuntary park“ (ein Begriff, den der Science-Fiction Autor Bruce Sterling geprägt hat) begrüßt. In einigen Fällen können ehemalige Truppenübungsplätze darüber hinaus zu Zwecken der Naherholung nachgenutzt werden. Zur Beruhigung des Lebens auf dem Land durch Abbau von Lärmbelästigung infolge der Friedensdividende trug auch die Einstellung bzw. Reduzierung von Übungsflügen mit lauten Kampfjets in Ost- und Westdeutschland seit 1989 bei.

## International
Der Zerfall der Sowjetunion ab 1989 führte zunächst zu Abrüstungsmaßnahmen sowie zu verbesserten Handelsbeziehungen der ehemaligen sowjetischen Staaten zu Westeuropa. So fielen in Großbritannien nicht nur die absoluten Ausgaben, sondern auch der Anteil der Militärausgaben am Bruttosozialprodukt, dies von 5,3 Prozent im Zeitabschnitt 1984/85 auf 2,9 Prozent 1996/97.
Ein erheblicher Wohlstandsgewinn entstand durch das zwischen 1993 und 2013 praktizierte Megatonnen-zu-Megawatt-Abrüstungsprojekt. Durch die Verstromung von 500 Tonnen russischen Atomwaffenmaterials deckten die USA 20 Jahre lang 10 % ihrer Elektrizitätserzeugung ab und Russland erhielt insgesamt 17 Milliarden US-Dollar. Prinzipiell sind „waffenfähiges“ (also jeweils isotopisch besonders reines) Uran und Plutonium, aus welchem der Kernspaltungsteil von Atombomben im Wesentlichen besteht, besonders qualitativ hochwertige Kernbrennstoffe, welche sich bei der Abrüstung „verstromen“ lassen.